# نظارة محمد شريف باشا الثالثة
نظارة محمد شريف باشا الثالثة هي سابع نظارة في مصر، صدر بتشكيلها الأمر العالي بتاريخ 14 سبتمبر 1881.

## أعضاء الحكومة
| النظارة                | الناظر                                             |
| ---------------------- | -------------------------------------------------- |
| رئيس مجلس النظار       | محمد شريف باشا                                     |
| ناظر الداخلية          | محمد شريف باشا (إلى جانب منصبه رئيسًا لمجلس النظار) |
| ناظر الخارجية          | مصطفى فهمي باشا                                    |
| ناظر المالية           | علي حيدر باشا                                      |
| ناظر الأشغال العمومية  | إسماعيل أيوب باشا                                  |
| ناظر الجهادية والبحرية | محمود سامي البارودي باشا                           |
| ناظر الحقانية          | قدري بك                                            |
| ناظر المعارف           | محمد زكي باشا                                      |
| ناظر الأوقاف           | محمد زكي باشا (إلى جانب منصبه ناظرًا للمعارف)       |

## وصلات داخلية
- قائمة رؤساء مجلس وزراء مصر